# 武田尚信
武田 尚信（たけだ ひさのぶ）は、室町時代後期から戦国時代の武将。

## 経歴・人物
甲斐武田氏の始祖・武田信成や安芸武田氏の始祖・武田氏信の兄弟・武田公信から始まる武田氏庶流・京都武田氏の人物。諱の「尚」は室町幕府第9代将軍・足利義尚の偏諱。祖父は室町幕府幕臣の満信、孫に彦五郎がいる。
甲斐に入国し、甲斐武田氏の庇護を受け、躑躅ヶ崎館の付近に屋敷を与えられる。屋敷では冷泉為和らと歌会を開催した記録もあり、歌も能くした。また、武田信玄の時代に屋敷から出火し躑躅ヶ崎館が類焼した記録もある。信玄の時代の9月15日に死去したとされるが、年は分かっていない。孫の彦五郎は尾張から甲斐へ戻る途上で溺死したと伝わるが、その子孫は信玄・勝頼に仕えていたことが史料より確認されている。

## 系譜
- 父：武田持信
- 母：不詳
- 妻：不詳
  - 男子：武田尹信
  - 男子：武田信喬